# Licus Vallis
La Licus Vallis è una struttura geologica della superficie di Marte.